# Itacambira
Itacambira este un oraș în Minas Gerais (MG), Brazilia.